# Tschawdar Jankow
Tschawdar Kirilow Jankow (bulgarisch Чавдар Кирилов Янков, wiss. Transliteration Čavdar Kirilov Jankov; * 29. März 1984 in Sofia) ist ein ehemaliger bulgarischer Fußballspieler.

## Vereinskarriere
Tschawdar Jankow gilt als eines der größten Talente des bulgarischen Fußballs. Nach dem Abgang des langjährigen Mittelfeld-Regisseurs Nebojša Krupniković zum Ligakonkurrenten Arminia Bielefeld stellte sich die Frage nach dem kreativen Moment im Spiel von Hannover 96. Die Lösung sollte Jankow sein, den der damalige 96-Manager Ilja Kaenzig zu Beginn der Saison 2005/06 für zunächst ein Jahr auslieh.
Neben Hannover 96 waren u. a. auch Olympique Marseille, die AC Florenz und Espanyol Barcelona an dem Bulgaren interessiert. Vorher spielte er für den bulgarischen Club Slawia Sofia. 
Obwohl Jankow die hohen Erwartungen zunächst nicht erfüllen konnte und insbesondere Schwierigkeiten hatte, sich im Offensiv-Zweikampf durchzusetzen, wurde der Ausleihvertrag im Februar 2006 um ein weiteres Jahr verlängert. Die 96-Trainer Ewald Lienen und später Peter Neururer schätzten Jankows taktische Disziplin und seine Stärken in der Defensive. Nach dem Ende der Ära Neururer setzte dessen Nachfolger Dieter Hecking Jankow im defensiven Mittelfeld vor der Abwehr ein, wo er seine bislang beste Saison für Hannover 96 spielte. Im Mai 2007 unterschrieb der Bulgare einen Vier-Jahres-Vertrag in Hannover. In den folgenden beiden Spielzeiten bestritt Jankow, bedingt durch mehrere Knieverletzungen und einen Mittelfußbruch, nur jeweils acht Bundesligaspiele für Hannover und wurde zuletzt in der zweiten Mannschaft in der Regionalliga Nord eingesetzt.
Zur Saison 2009/2010 wird Jankow an den Zweitligisten MSV Duisburg ausgeliehen. Er gilt als Wunschspieler von MSV-Trainer Peter Neururer, der bereits in Hannover mit ihm zusammengearbeitet hat, und soll nach dem Weggang von Cédric Makiadi die Lücke im zentralen Mittelfeld schließen.
In der Winterpause der Saison 2009/10 wurde er dann von MSV-Trainer Milan Šašić gefeuert und kehrte zu Hannover 96 zurück. Am 12. Januar 2010 wechselte Jankow in die Ukraine zu Metalurg Donezk, welche ihn im Sommer 2010 zum FK Rostow verliehen.
Seit Sommer 2012 spielte Jankow wieder bei seinem Jugendverein Slawia Sofia, bei dem er 2014 seine Karriere beendete.

## Nationalmannschaft
Tschawdar Jankow bestritt bisher 31 Länderspiele für Bulgarien, in denen er fünf Tore erzielen konnte (Stand 1. November 2008).